# Augusto Gonçalves de Souza
Augusto Gonçalves de Souza Moreira (Santana do São João Acima, hoje Itaúna, 29 de julho de 1861 - Itaúna, 20 de maio de 1924) foi um médico e político brasileiro, sendo componente da Assembleia Legislativa do Estado de Minas Gerais e primeiro chefe do executivo de sua cidade natal.

## História

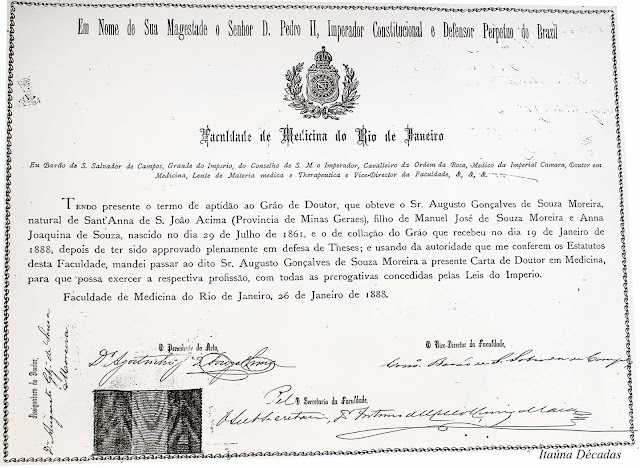
Diploma de médico de Dr. Augusto Gonçalves

### Educação, Abolição e República
Augusto nasceu no próprio arraial. Era primo do também político José Gonçalves de Souza, pouco mais de um ano mais novo do que ele. Ambos tiverem, como conta Miguel Augusto Gonçalves de Souza, não só historiador e pesquisador itaunense, mas também neto de Augusto, "educação esmerada, singular para os padrões da época em Santana do São João Acima". Eles fizeram o primário no arraial e o secundário no Colégio Caraça, instituição de renome da então província. 
Augusto, saindo do colégio, moveu-se diretamente para o Rio de Janeiro, onde se matriculou na Faculdade de Medicina e se diplomou em Janeiro de 1888. Segundo informações do Arquivo Público Mineiro, Augusto fez por tese uma dissertação acerca "Das condições pathogenicas, diagnostico e tratamento da pneumonia".Um fato curioso é que, devido a suas ambições republicanas, ele teria se recusado a beijar a mão de Dom Pedro II na cerimônia de colação de grau, costume que era tradicional na época. Logo após, imediatamente voltou à sua Santana de São João Acima. 

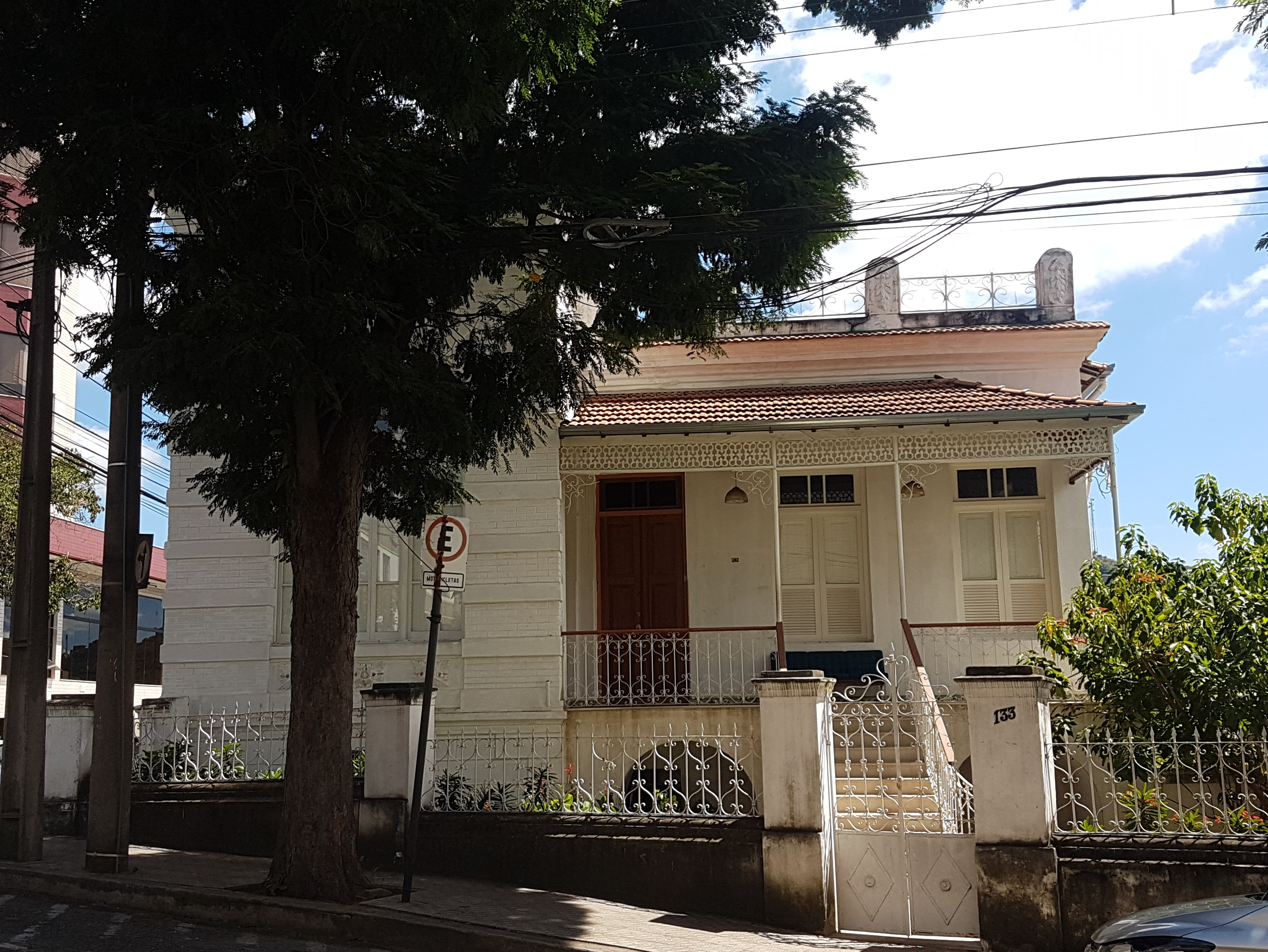
Casarão construído por dr. Augusto.

Ao voltar para Santana, já diplomado e inteirado dos movimentos republicanos que aconteciam no Município Neutro, Dr. Augusto, no mesmo janeiro de 1888, instalou seu consultório e foi, por unanimidade, escolhido como o nome para conduzir o projeto de emancipação do município. "Muito embora seus pais e a maioria dos familiares fossem fazendeiros e senhores de escravos, ele não hesitou em ser paladino da abolição, eis que, por sua formação cívica, social e religiosa ele não poderia se opor ao movimento abolicionista; ao contrário, foi de seus mais resolutos partidários, desde os tempos acadêmicos."  Segundo informações do Censo de 1890, poder-se-ia estimar as informações referentes a dois anos antes, que mostravam que 17% dos habitantes de Santana eram escravizados. Como não haviam grandes latifúndios no arraial, e as maiores propriedades lá localizadas eram leiterias, a relação entre senhor e escravizado era um tanto quanto mais flexível, após a abolição, muitos continuaram trabalhando nas propriedades, mas, dessa vez, de forma assalariada. 
Ele mesmo também fundou o "Club Republicano 21 de Abril", um dos primeiros do estado, e filiado ao Club Republicano de Ouro Preto. Em 15 de novembro de 1889, por sua influência, toda a população santanense festejaria o advento da república.

### Movimentos de Emancipação e atuação como Parlamentar
Com a situação política nacional em condições mais agradáveis para ele, Dr. Augusto passou a lutar pela emancipação política territorial do arraial de Santana de São João Acima. Em 1890, ele organizou o "Diretório Político de Santana", de cujo cargo presidencial só saiu em 1921, por motivos de saúde. Em 22 de agosto do mesmo ano, o Club Republicano enviou uma representação ao governo de Minas Gerais, reclamando a elevação à categoria de Vila.
Em 25 de Janeiro de 1891 ocorre fato histórico e decisivo para a emancipação: em eleição direta, dr. Augusto Gonçalves de Souza Moreira é eleito deputado estadual e membro do congresso constituinte de Minas Gerais, com 57.510 votos.  Augusto se dirigiu, então, para Ouro Preto a fim de imputar seu sentimento republicano no documento estadual, que fora promulgado em 15 de junho de 1891. Conta a história que Augusto não só apoiou a transferência da capital de Ouro Preto para "um ponto central no vale do rio das Velhas", como, conjuntamente com Gomes Freire, mandou que se acrescentassem as palavras "e no Belo Horizonte"

O doutor Augusto Gonçalves de Souza Moreira, como constituinte de 1891 e deputado à primeira e segunda legislaturas republicanas, com modéstia, como era de seu feitio, mas com competência o obstinação, foi dos mais permanentes e ardorosos defensores da transferência da capital para Belo Horizonte, que sempre lhe parecera melhor local. É certo que a sua localização, relativamente próxima da Itaúna de seus sonhos, haveria de lastrear, ainda mais, a sua obstinação na luta pela tese, finalmente vitoriosa, pois a construção, no Antigo Curral d'el Rei, da nova capital, seguramente seria fator de progresso para toda a região centro-oeste do Estado, inclusive e necessariamente, Santana do São João Acima. [...] A fixação dos parâmetros disciplinadores da criação de municípios e comarcas, quando da votação da Constituição Republicana de 1891, mereceu cuidadoso interesse do dr. Augusto Gonçalves, sempre com as suas atenções voltadas para a futura emancipação do distrito de Santana de São João Acima— Miguel Augusto Gonçalves de Souza
Visto que o Congresso só se reunia a cada três meses, dr. Augusto manteve sua residência em Santana, onde mantinha contato com amigos, familiares e correligionários da causa emancipacionista. Fora reeleito em 15 de Novembro de 1894 para novo mandato, até 1898. Se na primeira legislatura fora discutida a mudança da capital, foi nessa que o fato se concretizou, em 12 de dezembro de 1897. Conta Miguel Augusto: "Completada, em seu entendimento, sua missão parlamentar, após exercer com dignidade e competência, os seus mandatos de constituinte de 1891 e deputado à primeira e à segunda legislaturas republicanas, no período de 1891 - 1898, dr. Augusto Gonçalves, cercado da amizade, do respeito e da admiração de seus ilustres pares, personalidades das mais representativas de nossa vida republicana, em 1899, preferiu recolher-se, à terra natal, para liderar os últimos lances de sua luta pela emancipação política, e, sobretudo, promover o desenvolvimento harmônico e global, sendo que, até sua morte, em 20 de maio de 1924, todos os empreendimentos, públicos e privados, ocorridos no município, a ele estão, direta ou indiretamente, vinculados." 

### Primeira Era como Prefeito
A lei número 319, por Silviano Brandão promulgada, aos 16 de setembro de 1901, finalmente elevava Itaúna a categoria de vila. Coube a dr. Augusto ser o primeiro prefeito, além de primeiro presidente da câmara municipal. "A histórica e fecunda primeira administração municipal itaunense, o triênio 2 de janeiro de 1902 a 1º de janeiro de 1905 foi enlutado por dois tristes acontecimentos, no plano municipal e no plano estadual: o falecimento do vigário Antônio Maximiano de Campos e do governador doutor Francisco Silviano de Almeida Brandão. O padre Antônio Maximiano de Campos foi vigário, de Itaúna, no período compreendido entre 5 de dezembro de 1863 e 28 de fevereiro de 1902, data de seu falecimento, durante 38 anos e 85 dias, portanto."
O triênio de 1905-1908 pode ser vista como complementar ao primeiro, marcado por medidas para a estruturação administrativa do município
O triênio de 1908-1912 foi marcado pela criação do primeiro grupo escolar oficial do município, e a ele foi dado o nome de "doutor Augusto Gonçalves". Também nesse mandato, em 1º de Maio de 1911, foi fundada a Companhia Industrial Itaunense.
"O doutor Augusto Gonçalves, em seus três primeiros mandatos, de 2 de janeiro de 1902 a 1º de julho de 1912, dirigiu o município pelo espaço de tempo de 10 anos e 5 meses. Ao aproximar-se o término de seu terceiro mandato decidiu não mais reeleger-se pois desejava dedicar-se prioritariamente a seu consultório médico, paixão de sua nobre vida. Alcançada a independência política e estruturada a administração municipal, era chegada a hora, também, de dar oportunidade a ilustres correligionários para que pudessem prestar serviços no exercício das mais altas funções municipais"

### Segunda Era como Prefeito
Perto do término do mandato de Antônio Pereira de Matos, as lideranças itaunenses reivindicaram que dr. Augusto voltasse ao cargo de prefeito, e ele foi unanimemente eleito. Nesse seu quarto mandato, de 1915 a 1918, foi preocupação máster a questão sanitária. A água potável da cidade era distribuída através de um rego, aberto por escravos em 1884. Em 1918, foi querida a canalização dele. Em 4 de março de 1917, também fora inaugurada a Estação Ferroviária de Itaúna. Graças aos esforços dos médicos Augusto Gonçalves, Lincoln Nogueira Machado e Dario Gonçalves, Itaúna não sofreu tanto com a pandemia de Gripe Espanhola.

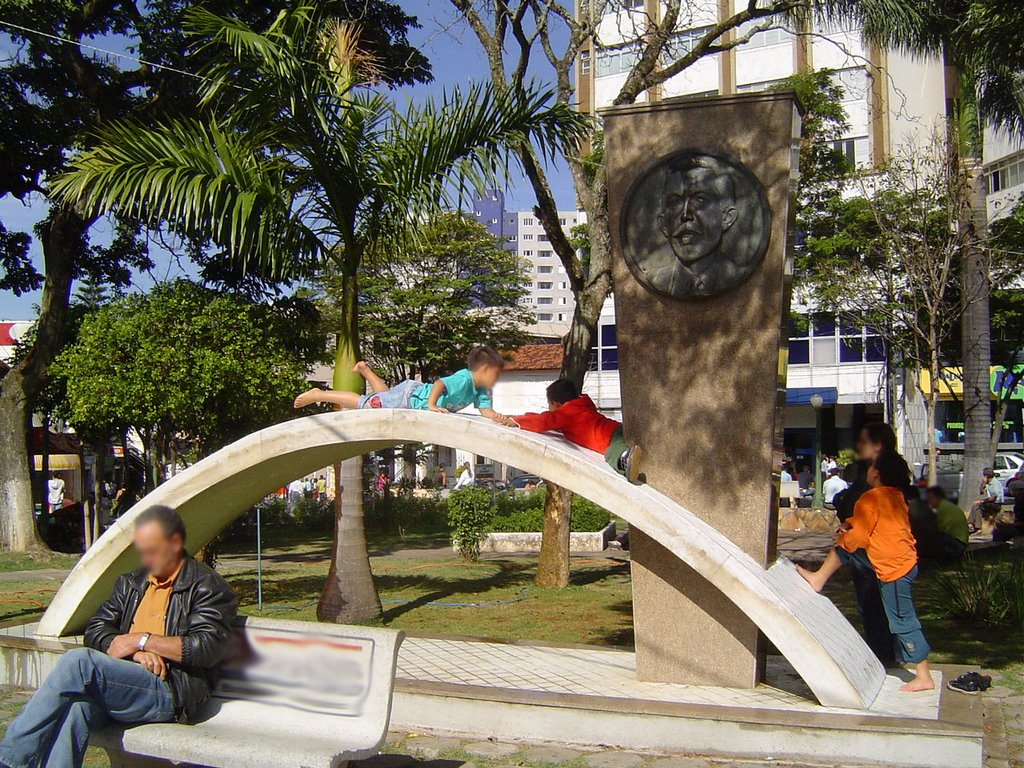
Monumento a Dr. Augusto.

Em 1919, foi empossado novamente dr. Augusto como prefeito, mandato que se estenderia até 1922, no entanto, infelizmente abreviado em 29 de março de 1921, quando, vítima de um enfarto, aos 59 anos, veio a adoecer gravemente e renunciou ao cargo. Sr. Mardocheu Gonçalves assumiu, oficialmente, sete meses depois. 

### Falecimento

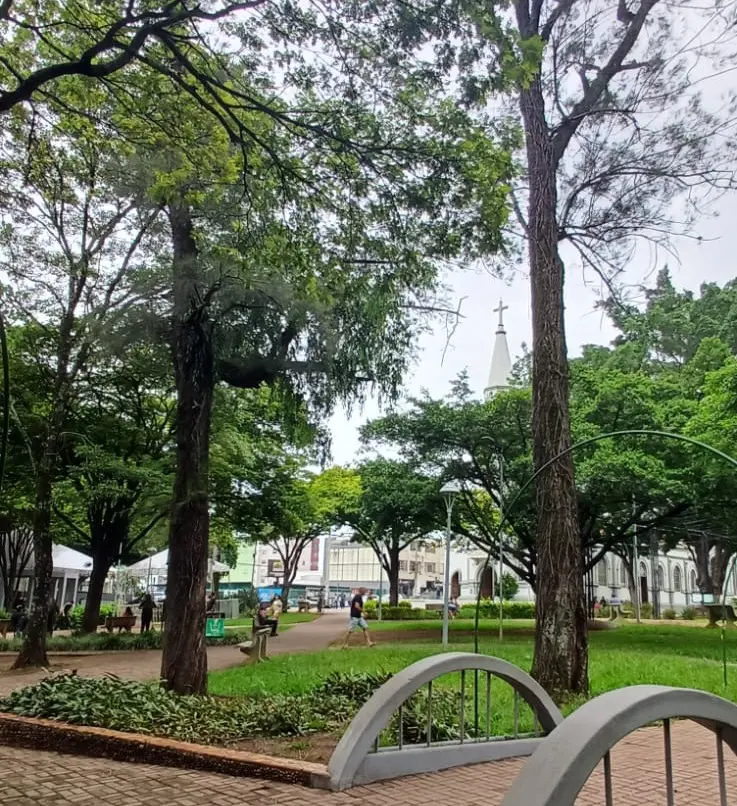
Praça Doutor Augusto Gonçalves

Doutor Augusto Gonçalves de Souza Moreira veio a falecer em 20 de maio de 1924. Deixou viúva e oito filhos. 

## Homenagens
É com o nome dele nomeado o antigo Largo da Matriz, hoje Praça Doutor Augusto Gonçalves
No centro da Praça, há um monumento à sua pessoa.
O Grupo Escolar fundado em 1908, ainda carrega seu nome.

## Ver Também
- Itaúna
- Santanense (Itaúna)
- Casarão de Doutor Augusto Gonçalves
- Igreja de Nossa Senhora do Rosário